# Troisième district congressionnel de Pennsylvanie
Le 3e district congressionnel de Pennsylvanie comprend plusieurs zones de la ville de Philadelphie, notamment l'ouest de Philadelphie, la majeure partie du centre-ville et certaines parties du nord de Philadelphie. Il est représenté par le Démocrate Dwight Evans depuis 2019. Avec un indice CPVI de D+39, c'est le district le plus démocrate de Pennsylvanie.
Avant 2018, le district était situé dans la partie nord-ouest de l'État et comprenait les villes d'Érié, Sharon, Hermitage, Butler et Meadville. La Cour Suprême de Pennsylvanie a redessiné ce district en février 2018 après avoir jugé la carte précédente inconstitutionnelle. Le nouveau 3e district est similaire à l'ancien 2e district et était fortement démocrate pour les élections de 2018 et la représentation par la suite. Dwight Evans, le titulaire de l'ancien 2e district, s'est présenté aux élections dans le nouveau 3e district.
La version actuelle du 3e, comme l’ancien 2e, est une circonscription fortement démocrate à majorité noire. En 2020, la circonscription a donné à Joe Biden 91 % des voix, sa meilleure performance dans le pays.

## Histoire
De 1983 à 2003, le district était situé dans le nord-est de Philadelphie et était représenté par le Représentant Robert Borski ; une grande partie de ce district a été fusionnée avec le 13e district après le recensement de 2000, tandis que le 3e a été reconfiguré pour englober la majeure partie du territoire de l'ancien 21e district. Cette version du 3e a soutenu le Président George W. Bush en 2004 ainsi que John McCain en 2008, Mitt Romney en 2012 et Donald Trump en 2016.

## Historique de vote
| Année | Poste      | Résultat                 |
| ----- | ---------- | ------------------------ |
| 2020  | Président  | Biden 91,0 % – 8,0 %     |
| 2022  | Gouverneur | Shapiro 92,0 % – 6,0 %   |
| 2022  | Sénat      | Fetterman 91,0 % – 8,0 % |

## Liste des Représentants du district
Le district fut organisé depuis le district at-large en 1791.

### 1791 - 1793: Un siège
| Congrès                         | Membre             | Parti              | Années                    | Histoire électorale                                                       |
| ------------------------------- | ------------------ | ------------------ | ------------------------- | ------------------------------------------------------------------------- |
| District établit le 4 mars 1791 |                    |                    |                           |                                                                           |
| 2e                              | Israel Jacobs (en) | Pro Administration | 4 mars 1791 - 3 mars 1793 | Élu en 1791. Redécoupage vers le district at-large et perd sa réélection. |

### 1795 - 1823: Un siège, puis trois, et deux
Le district fut organisé depuis le district at-large en 1795. Deux sièges furent ajoutés en 1803, élu sur le même bulletin de vote. Un de ses sièges fut supprimé en 1813.
| Congrès | Années                               |                      | Siège A               | Siège A                                                                 | Siège A                   |                           | Siège B                                                                                     | Siège B                                    | Siège B                                    |                                                 | Siège C | Siège C | Siège C |
| Congrès | Années                               | Membre               | Parti                 | Histoire électorale                                                     | Membre                    | Parti                     | Histoire électorale                                                                         | Membre                                     | Parti                                      | Histoire électorale                             |         |         |         |
| 4e      | 4 mars 1795 - 3 mars 1797            | Richard Thomas (en)  | Fédéraliste           | Élu en 1794. Réélu en 1796. Réélu en 1798. Retrait.                     | Second seat added in 1803 | Second seat added in 1803 | Second seat added in 1803                                                                   | Third seat added in 1803                   | Third seat added in 1803                   | Third seat added in 1803                        |         |         |         |
| 5e      | 4 mars 1797 - 3 mars 1799            | Richard Thomas (en)  | Fédéraliste           |                                                                         | Second seat added in 1803 | Second seat added in 1803 | Second seat added in 1803                                                                   | Third seat added in 1803                   | Third seat added in 1803                   | Third seat added in 1803                        |         |         |         |
| 6e      | 4 mars 1799 - 3 mars 1801            | Richard Thomas (en)  | Fédéraliste           |                                                                         | Second seat added in 1803 | Second seat added in 1803 | Second seat added in 1803                                                                   | Third seat added in 1803                   | Third seat added in 1803                   | Third seat added in 1803                        |         |         |         |
| 7e      | 4 mars 1801 - 3 mars 1803            | Joseph Hemphill (en) | Fédéraliste           | Élu en 1800. Perd sa réélection.                                        | Second seat added in 1803 | Second seat added in 1803 | Second seat added in 1803                                                                   | Third seat added in 1803                   | Third seat added in 1803                   | Third seat added in 1803                        |         |         |         |
| 8e      | 4 mars 1803 - 3 mars 1805            | Joseph Hiester (en)  | Républicain-Démocrate | Redécoupage depuis le 5e district et réélu en 1802. Retrait.            | Isaac Anderson (en)       | Républicain-Démocrate     | Élu en 1802. Réélu en 1804. Retrait.                                                        | John Whitehill (en)                        | Républicain-Démocrate                      | Élu en 1802. Réélu en 1804. Perd sa réélection. |         |         |         |
| 9e      | 4 mars 1805 - 19 décembre 1806       | Christian Lower (en) | Républicain-Démocrate | Élu en 1804. Décès.                                                     | Isaac Anderson (en)       | Républicain-Démocrate     | Élu en 1802. Réélu en 1804. Retrait.                                                        | John Whitehill (en)                        | Républicain-Démocrate                      | Élu en 1802. Réélu en 1804. Perd sa réélection. |         |         |         |
| 9e      | 19 décembre 1806 - 3 mars 1807       | Vacant               | Vacant                | Vacant                                                                  | Isaac Anderson (en)       | Républicain-Démocrate     | Élu en 1802. Réélu en 1804. Retrait.                                                        | John Whitehill (en)                        | Républicain-Démocrate                      | Élu en 1802. Réélu en 1804. Perd sa réélection. |         |         |         |
| 10e     | 4 mars 1807 - 3 mars 1809            | John Hiester (en)    | Républicain-Démocrate | Élu en 1806. Retrait.                                                   | Matthias Richards (en)    | Républicain-Démocrate     | Élu en 1806. Réélu en 1808. Retrait.                                                        | Robert Jenkins (en)                        | Fédéraliste                                | Élu en 1806. Réélu en 1808. Retrait.            |         |         |         |
| 11e     | 4 mars 1809 - 3 mars 1811            | Daniel Hiester (en)  | Républicain-Démocrate | Réélu en 1808. Perd sa réélection.                                      | Matthias Richards (en)    | Républicain-Démocrate     | Élu en 1806. Réélu en 1808. Retrait.                                                        | Robert Jenkins (en)                        | Fédéraliste                                | Élu en 1806. Réélu en 1808. Retrait.            |         |         |         |
| 12e     | 4 mars 1811 - 3 mars 1813            | Roger Davis (en)     | Républicain-Démocrate | Élu en 1810. Redécoupage vers le 2e district.                           | John M. Hyneman (en)      | Républicain-Démocrate     | Élu en 1810. Redécoupage vers le 7e district.                                               | Joseph Lefever (en)                        | Républicain-Démocrate                      | Élu en 1810. Retrait.                           |         |         |         |
| 13e     | 4 mars 1813 - 2 août 1813            | John Gloninger (en)  | Fédéraliste           | Élu en 1812. Démissionne pour devenir Juge associé du Comté de Lebanon. | James Whitehill (en)      | Républicain-Démocrate     | Élu en 1812. Démissionne.                                                                   | Le troisième siège a été supprimé en 1813. | Le troisième siège a été supprimé en 1813. | Le troisième siège a été supprimé en 1813.      |         |         |         |
| 13e     | 2 août 1813 - 12 octobre 1813        | Vacant               | Vacant                | Vacant                                                                  | James Whitehill (en)      | Républicain-Démocrate     | Élu en 1812. Démissionne.                                                                   | Le troisième siège a été supprimé en 1813. | Le troisième siège a été supprimé en 1813. | Le troisième siège a été supprimé en 1813.      |         |         |         |
| 13e     | 12 octobre 1813 - 1er septembre 1814 | Edward Crouch (en)   | Républicain-Démocrate | Élu pour terminer le mandat de Gloninger. Retrait.                      | James Whitehill (en)      | Républicain-Démocrate     | Élu en 1812. Démissionne.                                                                   | Le troisième siège a été supprimé en 1813. | Le troisième siège a été supprimé en 1813. | Le troisième siège a été supprimé en 1813.      |         |         |         |
| 13e     | 1er septembre 1814 - 11 octobre 1814 | Edward Crouch (en)   | Républicain-Démocrate | Élu pour terminer le mandat de Gloninger. Retrait.                      | Vacant                    | Vacant                    | Vacant                                                                                      | Le troisième siège a été supprimé en 1813. | Le troisième siège a été supprimé en 1813. | Le troisième siège a été supprimé en 1813.      |         |         |         |
| 13e     | 11 octobre 1814 - 3 mars 1815        | Edward Crouch (en)   | Républicain-Démocrate | Élu pour terminer le mandat de Gloninger. Retrait.                      | Amos Slaymaker (en)       | Fédéraliste               | Élu pour terminer le mandat de Whitehill. Réélu en 1814. Démissionne.                       | Le troisième siège a été supprimé en 1813. | Le troisième siège a été supprimé en 1813. | Le troisième siège a été supprimé en 1813.      |         |         |         |
| 14e     | 4 mars 1815 - 3 juillet 1815         | John Whiteside (en)  | Républicain-Démocrate | Élu en 1814. Réélu en 1816. Perd sa réélection.                         | Amos Slaymaker (en)       | Fédéraliste               | Élu pour terminer le mandat de Whitehill. Réélu en 1814. Démissionne.                       | Le troisième siège a été supprimé en 1813. | Le troisième siège a été supprimé en 1813. | Le troisième siège a été supprimé en 1813.      |         |         |         |
| 14e     | 3 juillet 1815 - 10 octobre 1815     | John Whiteside (en)  | Républicain-Démocrate | Élu en 1814. Réélu en 1816. Perd sa réélection.                         | Vacant                    | Vacant                    | Vacant                                                                                      | Le troisième siège a été supprimé en 1813. | Le troisième siège a été supprimé en 1813. | Le troisième siège a été supprimé en 1813.      |         |         |         |
| 14e     | 10 octobre 1815 - 3 mars 1817        | John Whiteside (en)  | Républicain-Démocrate | Élu en 1814. Réélu en 1816. Perd sa réélection.                         | James M. Wallace (en)     | Républicain-Démocrate     | Élu pour terminer le mandat de Slaymaker. Réélu en 1816. Réélu en 1818. Perd sa réélection. | Le troisième siège a été supprimé en 1813. | Le troisième siège a été supprimé en 1813. | Le troisième siège a été supprimé en 1813.      |         |         |         |
| 15e     | 4 mars 1817 - 3 mars 1819            | John Whiteside (en)  | Républicain-Démocrate | Élu en 1814. Réélu en 1816. Perd sa réélection.                         | James M. Wallace (en)     | Républicain-Démocrate     | Élu pour terminer le mandat de Slaymaker. Réélu en 1816. Réélu en 1818. Perd sa réélection. | Le troisième siège a été supprimé en 1813. | Le troisième siège a été supprimé en 1813. | Le troisième siège a été supprimé en 1813.      |         |         |         |
| 16e     | 4 mars 1819 - 3 mars 1821            | Jacob Hibshman (en)  | Républicain-Démocrate | Élu en 1818. Perd sa réélection.                                        | James M. Wallace (en)     | Républicain-Démocrate     | Élu pour terminer le mandat de Slaymaker. Réélu en 1816. Réélu en 1818. Perd sa réélection. | Le troisième siège a été supprimé en 1813. | Le troisième siège a été supprimé en 1813. | Le troisième siège a été supprimé en 1813.      |         |         |         |
| 17e     | 4 mars 1821 - 3 mars 1823            | James Buchanan       | Fédéraliste           | Élu en 1820. Redécoupage vers le 4e district.                           | John Phillips (en)        | Fédéraliste               | Élu en 1820. Redécoupage vers le 6e district et perd sa réélection.                         | Le troisième siège a été supprimé en 1813. | Le troisième siège a été supprimé en 1813. | Le troisième siège a été supprimé en 1813.      |         |         |         |

### 1823 - Présent: Un siège
| Membre                    | Parti                 | Années                            | Congrès        | Histoire électorale |
| ------------------------- | --------------------- | --------------------------------- | -------------- | --- |
| Daniel H. Miller (en)     | Républicain-Démocrate | 4 mars 1823 - 3 mars 1825         | 18e - 21e      | Élu en 1822. Réélu en 1824. Réélu en 1826. Réélu en 1828. Perd sa réélection. |
| Daniel H. Miller (en)     | Jacksonien (en)       | 4 mars 1825 - 3 mars 1831         | 18e - 21e      | Élu en 1822. Réélu en 1824. Réélu en 1826. Réélu en 1828. Perd sa réélection. |
| John G. Watmough (en)     | Anti-Jacksonien       | 4 mars 1831 - 3 mars 1835         | 22e , 23e      | Élu en 1830. Réélu en 1832. Perd sa réélection. |
| Michael W. Ash (en)       | Jacksonien (en)       | 4 mars 1835 - 3 mars 1837         | 24e            | Élu en 1834. Retrait. |
| Francis J. Harper (en)    | Démocrate             | 4 mars 1837 - 18 mars 1837        | 25e            | Élu en 1836. Décès. |
| Vacant                    | Vacant                | 18 mars 1837 - 29 juin 1837       | 25e            | |
| Charles Naylor (en)       | Whig                  | 29 juin 1837 - 3 mars 1841        | 26e            | Élu pour terminer le mandat de Harper et intronisé le 4 septembre 1837. Réélu en 1838. |
| Charles J. Ingersoll (en) | Démocrate             | 4 mars 1841 - 3 mars 1843         | 27e            | Élu en 1840. Redécoupage vers le 4e district. |
| John T. Smith (en)        | Démocrate             | 4 mars 1843 - 3 mars 1845         | 28e            | Élu en 1843. |
| John H. Campbell (en)     | Know Nothing          | 4 mars 1845 - 3 mars 1847         | 29e            | Élu en 1844. Retrait. |
| Charles Brown (en)        | Démocrate             | 4 mars 1847 - 3 mars 1849         | 30e            | Élu en 1846. Retrait. |
| Henry D. Moore (en)       | Whig                  | 4 mars 1849 - 3 mars 1853         | 31e , 32e      | Élu en 1848. Réélu en 1850. Retrait. |
| John Robbins (en)         | Démocrate             | 4 mars 1853 - 3 mars 1855         | 33e            | Redécoupage depuis le 4e district et réélu en 1852. Retrait. |
| William Millward          | Opposition Party (en) | 4 mars 1855 - 3 mars 1857         | 34e            | Élu en 1854. Perd sa réélection en tant que candidat l'Union Party. |
| James Landy (en)          | Démocrate             | 4 mars 1857 - 3 mars 1859         | 35e            | Élu en 1856. Perd sa réélection. |
| John P. Verree (en)       | Républicain           | 4 mars 1859 - 3 mars 1863         | 36e , 37e      | Élu en 1858. Réélu en 1860. Retrait. |
| Leonard Myers (en)        | Républicain           | 4 mars 1863 - 3 mars 1869         | 38e - 40e      | Élu en 1862. Réélu en 1864. Réélu en 1866. |
| John Moffet (en)          | Démocrate             | 4 mars 1869 - 9 avril 1869        | 40e            | Perd la contestation de son élection. |
| Leonard Myers (en)        | Républicain           | 9 avril 1869 - 3 mars 1875        | 41e - 43e      | Réélu en 1868. Réélu en 1870. Réélu en 1872. Perd sa réélection. |
| Samuel J. Randall         | Démocrate             | 4 mars 1875 - 13 avril 1890       | 44e - 51e      | Redécoupage depuis le 1er district et réélu en 1874. Réélu en 1876. Réélu en 1878. Réélu en 1880. Réélu en 1882. Réélu en 1884. Réélu en 1886. Réélu en 1888. Décès.                             |
| Vacant                    | Vacant                | 13 avril 1890 - 20 mai 1890       | 51e            | |
| Richard Vaux (en)         | Démocrate             | 20 mai 1890 - 3 mars 1891         | 51e            | Élu pour terminer le mandat de Randall. Perd sa réélection. |
| William McAleer (en)      | Démocrate             | 4 mars 1891 - 3 mars 1895         | 52e , 53e      | Élu en 1890. Réélu en 1892. Perd sa réélection. |
| Frederick Halterman (en)  | Républicain           | 4 mars 1895 - 3 mars 1897         | 54e            | Élu en 1894. |
| William McAleer (en)      | Démocrate             | 4 mars 1897 - 3 mars 1901         | 55e , 56e      | Élu en 1896. Réélu en 1898. Perd sa réélection. |
| Henry Burk (en)           | Républicain           | 4 mars 1901 - 5 décembre 1903     | 57e , 58e      | Élu en 1900. Réélu en 1902. Décès. |
| Vacant                    | Vacant                | 5 décembre 1903 - 16 février 1904 | 58e            | |
| George A. Castor (en)     | Républicain           | 16 février 1904 - 19 février 1906 | 58e , 59e      | Élu pour terminer le mandat de Burk. Réélu en 1904. Décès. |
| Vacant                    | Vacant                | 19 février 1906 - 6 novembre 1906 | 59e            | |
| J. Hampton Moore (en)     | Républicain           | 6 novembre 1906 - 4 janvier 1920  | 59e - 64e      | Élu pour terminer le mandat de Castor. Réélu en 1906. Réélu en 1908. Réélu en 1910. Réélu en 1912. Réélu en 1914. Réélu en 1916. Réélu en 1918. Démissionne pour devenir Maire de Philadelphie.  |
| Harry C. Ransley (en)     | Républicain           | 2 novembre 1920 - 3 mars 1933     | 65e - 72e      | Élu pour terminer le mandat de Moore. Réélu en 1920. Réélu en 1922. Réélu en 1924. Réélu en 1926. Réélu en 1928. Réélu en 1930. Redécoupage vers le 1er district.                                |
| Alfred M. Waldron (en)    | Républicain           | 4 mars 1933 - 3 janvier 1935      | 73e            | Élu en 1932. |
| Clare G. Fenerty (en)     | Républicain           | 3 janvier 1935 - 3 janvier 1937   | 74e            | Élu en 1934. |
| Michael J. Bradley (en)   | Démocrate             | 3 janvier 1937 - 3 janvier 1947   | 75e - 79e      | Élu en 1936. Réélu en 1938. Réélu en 1940. Réélu en 1942. Réélu en 1944. |
| Hardie Scott (en)         | Républicain           | 3 janvier 1947 - 3 janvier 1953   | 80e - 82e      | Élu en 1946. Réélu en 1948. Réélu en 1950. |
| James A. Byrne (en)       | Démocrate             | 3 janvier 1953 - 3 janvier 1973   | 83e - 92e      | Élu en 1952. Réélu en 1954. Réélu en 1956. Réélu en 1958. Réélu en 1960. Réélu en 1962. Réélu en 1964. Réélu en 1966. Réélu en 1968. Réélu en 1970.                                              |
| William J. Green III (en) | Démocrate             | 3 janvier 1973 - 3 janvier 1977   | 93e , 94e      | Redécoupage depuis le 5e district et réélu en 1972. Réélu en 1974. |
| Raymond Lederer (en)      | Démocrate             | 3 janvier 1977 - 29 avril 1981    | 95e - 97e      | Élu en 1976. Réélu en 1978. Réélu en 1980. Démissionne. |
| Vacant                    | Vacant                | 29 avril 1981 - 21 juillet 1981   | 97e            | |
| Joseph F. Smith (en)      | Démocrate             | 21 juillet 1981 - 3 janvier 1983  | 97e            | Élu pour terminer le mandat de Lederer. |
| Robert A. Borski Jr. (en) | Démocrate             | 3 janvier 1983 - 3 janvier 2003   | 98e - 107e     | Élu en 1982. Réélu en 1984. Réélu en 1986. Réélu en 1988. Réélu en 1990. Réélu en 1992. Réélu en 1994. Réélu en 1996. Réélu en 1998. Réélu en 2000. Redécoupage vers le 13e district et retrait. |
| Phil English (en)         | Républicain           | 3 janvier 2003 - 3 janvier 2009   | 108e - 110e    | Redécoupage depuis le 21e district et réélu en 2002. Réélu en 2004. Réélu en 2006. Perd sa réélection.                                                                                           |
| Kathy Dahlkemper          | Démocrate             | 3 janvier 2009 - 3 janvier 2011   | 111e           | Élue en 2008. Perd sa réélection. |
| Mike Kelly                | Républicain           | 3 janvier 2011 - 3 janvier 2019   | 112e - 115e    | Élu en 2010. Réélu en 2012. Réélu en 2014. Réélu en 2016. Redécoupage vers le 16e district. |
| Dwight Evans              | Démocrate             | 3 janvier 2019 - Présent          | 116e - Présent | Redécoupage depuis le 2e district et réélu en 2018. Réélu en 2020. Réélu en 2022. |

## Résultats des récentes élections
Voici les résultats des dix précédents cycles électoraux dans le district.

## Frontières historiques du district

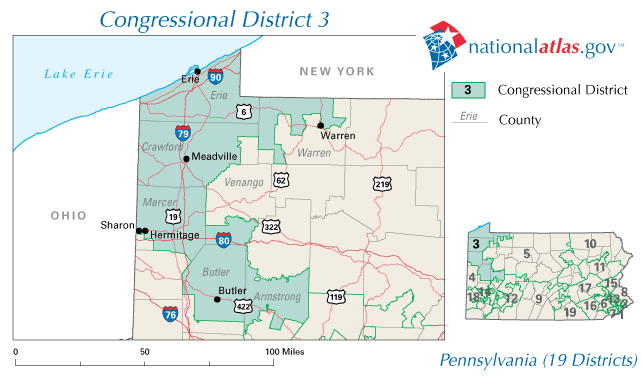
2003 - 2013

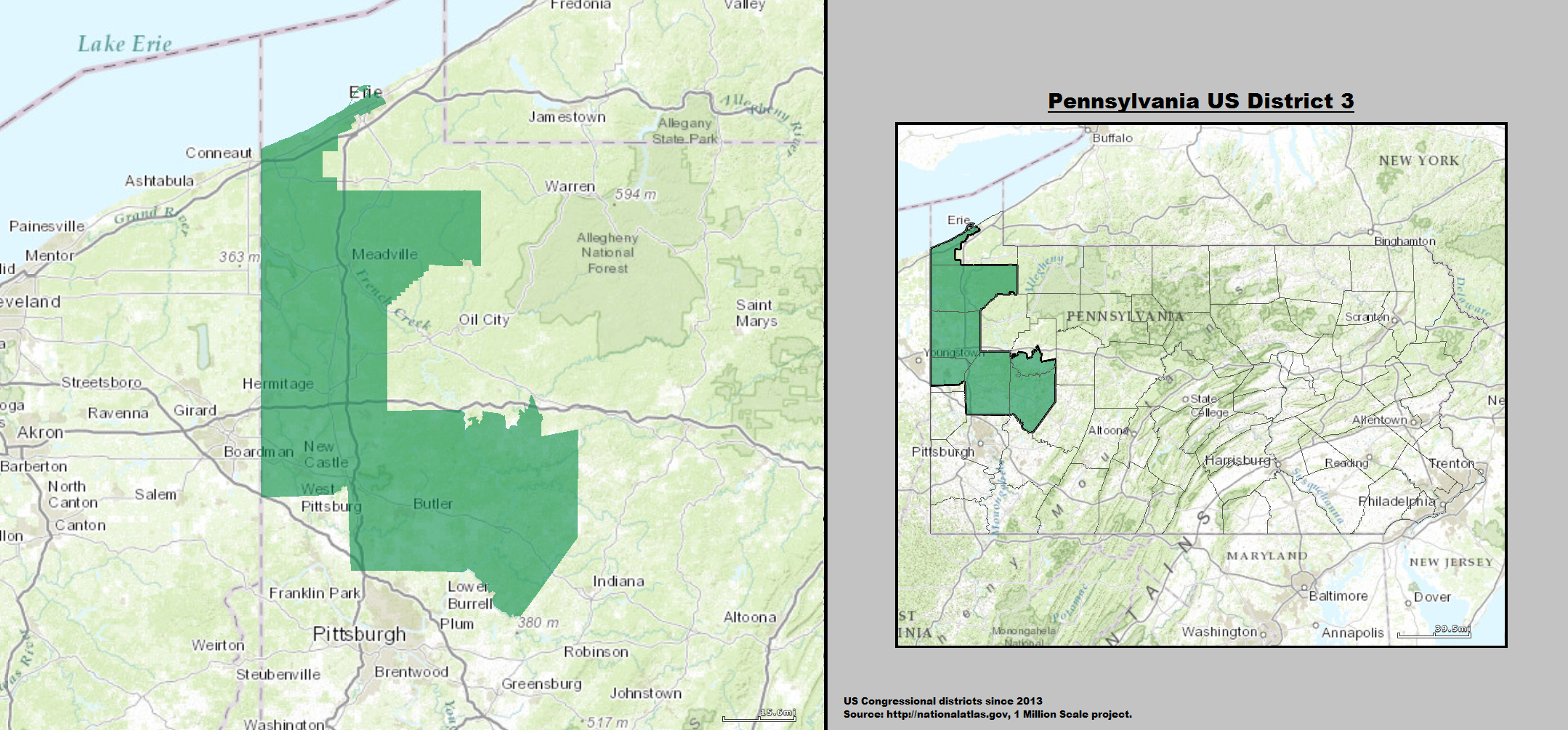
2013 - 2019

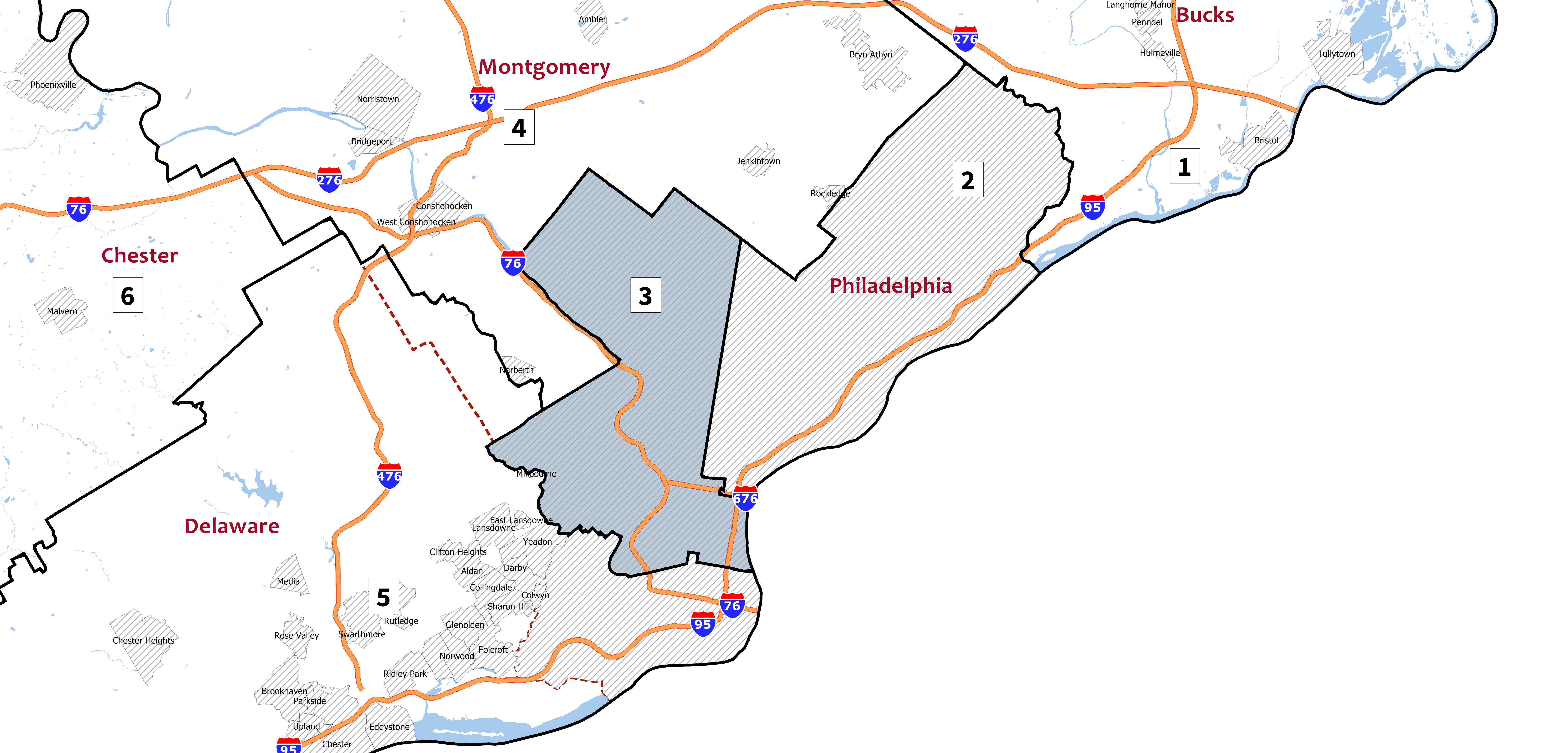
2019 - 2023

### 2004
| Élection de 2004 du 3e district congressionnel de Pennsylvanie | Élection de 2004 du 3e district congressionnel de Pennsylvanie | Élection de 2004 du 3e district congressionnel de Pennsylvanie | Élection de 2004 du 3e district congressionnel de Pennsylvanie | Élection de 2004 du 3e district congressionnel de Pennsylvanie |
| -------------------------------------------------------------- | -------------------------------------------------------------- | -------------------------------------------------------------- | -------------------------------------------------------------- | -------------------------------------------------------------- |
| Parti                                                          | Parti                                                          | Candidat                                                       | Votes                                                          | %                                                              |
|                                                                | Républicain                                                    | Phil English (en) (sortant)                                    | 166 580                                                        | 60,1                                                           |
|                                                                | Démocrate                                                      | Steven Porter                                                  | 110 684                                                        | 39,9                                                           |
| Total des votes                                                | Total des votes                                                | Total des votes                                                | 277 264                                                        | 100 %                                                          |
|                                                                | Les Républicains conservent                                    |                                                                |                                                                |                                                                |

### 2006
| Élection de 2006 du 3e district congressionnel de Pennsylvanie | Élection de 2006 du 3e district congressionnel de Pennsylvanie | Élection de 2006 du 3e district congressionnel de Pennsylvanie | Élection de 2006 du 3e district congressionnel de Pennsylvanie | Élection de 2006 du 3e district congressionnel de Pennsylvanie |
| -------------------------------------------------------------- | -------------------------------------------------------------- | -------------------------------------------------------------- | -------------------------------------------------------------- | -------------------------------------------------------------- |
| Parti                                                          | Parti                                                          | Candidat                                                       | Votes                                                          | %                                                              |
|                                                                | Républicain                                                    | Phil English (en) (sortant)                                    | 108 525                                                        | 53,6                                                           |
|                                                                | Démocrate                                                      | Steven Porter                                                  | 85 110                                                         | 42,1                                                           |
|                                                                | Constitution                                                   | Timothy Hagberg                                                | 8 706                                                          | 4,3                                                            |
| Total des votes                                                | Total des votes                                                | Total des votes                                                | 202 341                                                        | 100 %                                                          |
|                                                                | Les Républicains conservent                                    |                                                                |                                                                |                                                                |

### 2008
| Élection de 2008 du 3e district congressionnel de Pennsylvanie | Élection de 2008 du 3e district congressionnel de Pennsylvanie | Élection de 2008 du 3e district congressionnel de Pennsylvanie | Élection de 2008 du 3e district congressionnel de Pennsylvanie | Élection de 2008 du 3e district congressionnel de Pennsylvanie |
| -------------------------------------------------------------- | -------------------------------------------------------------- | -------------------------------------------------------------- | -------------------------------------------------------------- | -------------------------------------------------------------- |
| Parti                                                          | Parti                                                          | Candidat                                                       | Votes                                                          | %                                                              |
|                                                                | Démocrate                                                      | Kathy Dahlemper                                                | 146 846                                                        | 51,2                                                           |
|                                                                | Républicain                                                    | Phil English (en) (sortant)                                    | 139 757                                                        | 48,8                                                           |
| Total des votes                                                | Total des votes                                                | Total des votes                                                | 186 603                                                        | 100 %                                                          |
|                                                                | Les Démocrates prennent aux Républicains                       |                                                                |                                                                |                                                                |

### 2010
| Élection de 2010 du 3e district congressionnel de Pennsylvanie | Élection de 2010 du 3e district congressionnel de Pennsylvanie | Élection de 2010 du 3e district congressionnel de Pennsylvanie | Élection de 2010 du 3e district congressionnel de Pennsylvanie | Élection de 2010 du 3e district congressionnel de Pennsylvanie |
| -------------------------------------------------------------- | -------------------------------------------------------------- | -------------------------------------------------------------- | -------------------------------------------------------------- | -------------------------------------------------------------- |
| Parti                                                          | Parti                                                          | Candidat                                                       | Votes                                                          | %                                                              |
|                                                                | Républicain                                                    | Mike Kelly                                                     | 109 909                                                        | 55,7                                                           |
|                                                                | Démocrate                                                      | Kathy Dahlemper (sortante)                                     | 88 924                                                         | 44,3                                                           |
| Total des votes                                                | Total des votes                                                | Total des votes                                                | 197 320                                                        | 100 %                                                          |
|                                                                | Les Républicains prennent aux Démocrates                       |                                                                |                                                                |                                                                |

### 2012
| Élection de 2012 du 3e district congressionnel de Pennsylvanie | Élection de 2012 du 3e district congressionnel de Pennsylvanie | Élection de 2012 du 3e district congressionnel de Pennsylvanie | Élection de 2012 du 3e district congressionnel de Pennsylvanie | Élection de 2012 du 3e district congressionnel de Pennsylvanie |
| -------------------------------------------------------------- | -------------------------------------------------------------- | -------------------------------------------------------------- | -------------------------------------------------------------- | -------------------------------------------------------------- |
| Parti                                                          | Parti                                                          | Candidat                                                       | Votes                                                          | %                                                              |
|                                                                | Républicain                                                    | Mike Kelly (sortant)                                           | 165 826                                                        | 54,82                                                          |
|                                                                | Démocrate                                                      | Missa Eaton                                                    | 123 933                                                        | 40,97                                                          |
|                                                                | Indépendant                                                    | Steven Porter                                                  | 12 755                                                         | 4,22                                                           |
| Total des votes                                                | Total des votes                                                | Total des votes                                                | 302 514                                                        | 100 %                                                          |
|                                                                | Les Républicains conservent                                    |                                                                |                                                                |                                                                |

### 2014
| Élection de 2014 du 3e district congressionnel de Pennsylvanie | Élection de 2014 du 3e district congressionnel de Pennsylvanie | Élection de 2014 du 3e district congressionnel de Pennsylvanie | Élection de 2014 du 3e district congressionnel de Pennsylvanie | Élection de 2014 du 3e district congressionnel de Pennsylvanie |
| -------------------------------------------------------------- | -------------------------------------------------------------- | -------------------------------------------------------------- | -------------------------------------------------------------- | -------------------------------------------------------------- |
| Parti                                                          | Parti                                                          | Candidat                                                       | Votes                                                          | %                                                              |
|                                                                | Républicain                                                    | Mike Kelly (sortant)                                           | 113 859                                                        | 60,63                                                          |
|                                                                | Démocrate                                                      | Daniel Lavallee                                                | 73 931                                                         | 39,37                                                          |
| Total des votes                                                | Total des votes                                                | Total des votes                                                | 187 790                                                        | 100 %                                                          |
|                                                                | Les Républicains conservent                                    |                                                                |                                                                |                                                                |

### 2016
| Élection de 2016 du 3e district congressionnel de Pennsylvanie | Élection de 2016 du 3e district congressionnel de Pennsylvanie | Élection de 2016 du 3e district congressionnel de Pennsylvanie | Élection de 2016 du 3e district congressionnel de Pennsylvanie | Élection de 2016 du 3e district congressionnel de Pennsylvanie |
| -------------------------------------------------------------- | -------------------------------------------------------------- | -------------------------------------------------------------- | -------------------------------------------------------------- | -------------------------------------------------------------- |
| Parti                                                          | Parti                                                          | Candidat                                                       | Votes                                                          | %                                                              |
|                                                                | Républicain                                                    | Mike Kelly (sortant)                                           | 244 893                                                        | 100 %                                                          |
|                                                                | Les Républicains conservent                                    |                                                                |                                                                |                                                                |

### 2018
| Élection de 2018 du 3e district congressionnel de Pennsylvanie | Élection de 2018 du 3e district congressionnel de Pennsylvanie | Élection de 2018 du 3e district congressionnel de Pennsylvanie | Élection de 2018 du 3e district congressionnel de Pennsylvanie | Élection de 2018 du 3e district congressionnel de Pennsylvanie |
| -------------------------------------------------------------- | -------------------------------------------------------------- | -------------------------------------------------------------- | -------------------------------------------------------------- | -------------------------------------------------------------- |
| Parti                                                          | Parti                                                          | Candidat                                                       | Votes                                                          | %                                                              |
|                                                                | Démocrate                                                      | Dwight Evans                                                   | 287 610                                                        | 93,4                                                           |
|                                                                | Républicain                                                    | Bryan E. Leib                                                  | 20 387                                                         | 6,6                                                            |
| Total des votes                                                | Total des votes                                                | Total des votes                                                | 307 997                                                        | 100 %                                                          |
|                                                                | Les Démocrates prennent aux Républicains                       |                                                                |                                                                |                                                                |

### 2020
| Élection de 2020 du 3e district congressionnel de Pennsylvanie | Élection de 2020 du 3e district congressionnel de Pennsylvanie | Élection de 2020 du 3e district congressionnel de Pennsylvanie | Élection de 2020 du 3e district congressionnel de Pennsylvanie | Élection de 2020 du 3e district congressionnel de Pennsylvanie |
| -------------------------------------------------------------- | -------------------------------------------------------------- | -------------------------------------------------------------- | -------------------------------------------------------------- | -------------------------------------------------------------- |
| Parti                                                          | Parti                                                          | Candidat                                                       | Votes                                                          | %                                                              |
|                                                                | Démocrate                                                      | Dwight Evans (sortant)                                         | 341 708                                                        | 91,0                                                           |
|                                                                | Républicain                                                    | Michael Harvey                                                 | 33 671                                                         | 9,0                                                            |
| Total des votes                                                | Total des votes                                                | Total des votes                                                | 375 379                                                        | 100 %                                                          |
|                                                                | Les Démocrates conservent                                      |                                                                |                                                                |                                                                |

### 2022
| Primaire Démocrate de 2022 du 3e district congressionnel de Pennsylvanie | Primaire Démocrate de 2022 du 3e district congressionnel de Pennsylvanie | Primaire Démocrate de 2022 du 3e district congressionnel de Pennsylvanie | Primaire Démocrate de 2022 du 3e district congressionnel de Pennsylvanie | Primaire Démocrate de 2022 du 3e district congressionnel de Pennsylvanie |
| ------------------------------------------------------------------------ | ------------------------------------------------------------------------ | ------------------------------------------------------------------------ | ------------------------------------------------------------------------ | ------------------------------------------------------------------------ |
| Parti                                                                    | Parti                                                                    | Candidat                                                                 | Votes                                                                    | %                                                                        |
|                                                                          | Démocrate                                                                | Dwight Evans (sortant)                                                   | 97 709                                                                   | 75,7                                                                     |
|                                                                          | Démocrate                                                                | Alexandra Hunt                                                           | 25 712                                                                   | 19,9                                                                     |
|                                                                          | Démocrate                                                                | Michael Cogbill                                                          | 5 728                                                                    | 4,4                                                                      |

| Élection de 2022 du 3e district congressionnel de Pennsylvanie | Élection de 2022 du 3e district congressionnel de Pennsylvanie | Élection de 2022 du 3e district congressionnel de Pennsylvanie | Élection de 2022 du 3e district congressionnel de Pennsylvanie | Élection de 2022 du 3e district congressionnel de Pennsylvanie |
| -------------------------------------------------------------- | -------------------------------------------------------------- | -------------------------------------------------------------- | -------------------------------------------------------------- | -------------------------------------------------------------- |
| Parti                                                          | Parti                                                          | Candidat                                                       | Votes                                                          | %                                                              |
|                                                                | Démocrate                                                      | Dwight Evans (sortant)                                         | 251 115                                                        | 95,1                                                           |
|                                                                | Travailleurs Socialiste                                        | Christopher Hoeppner                                           | 12 820                                                         | 4,9                                                            |
| Total des votes                                                | Total des votes                                                | Total des votes                                                | 263 935                                                        | 100 %                                                          |
|                                                                | Les Démocrates conservent                                      |                                                                |                                                                |                                                                |

### 2024
| Primaire Démocrate de 2024 du 3e district congressionnel de Pennsylvanie | Primaire Démocrate de 2024 du 3e district congressionnel de Pennsylvanie | Primaire Démocrate de 2024 du 3e district congressionnel de Pennsylvanie | Primaire Démocrate de 2024 du 3e district congressionnel de Pennsylvanie | Primaire Démocrate de 2024 du 3e district congressionnel de Pennsylvanie |
| ------------------------------------------------------------------------ | ------------------------------------------------------------------------ | ------------------------------------------------------------------------ | ------------------------------------------------------------------------ | ------------------------------------------------------------------------ |
| Parti                                                                    | Parti                                                                    | Candidat                                                                 | Votes                                                                    | %                                                                        |
|                                                                          | Démocrate                                                                | Dwight Evans (sortant)                                                   | 93 974                                                                   | 87,7                                                                     |
|                                                                          | Démocrate                                                                | Alexandra Hunt                                                           | 13 169                                                                   | 12,3                                                                     |

| Élection de 2024 du 3e district congressionnel de Pennsylvanie | Élection de 2024 du 3e district congressionnel de Pennsylvanie | Élection de 2024 du 3e district congressionnel de Pennsylvanie | Élection de 2024 du 3e district congressionnel de Pennsylvanie | Élection de 2024 du 3e district congressionnel de Pennsylvanie |
| -------------------------------------------------------------- | -------------------------------------------------------------- | -------------------------------------------------------------- | -------------------------------------------------------------- | -------------------------------------------------------------- |
| Parti                                                          | Parti                                                          | Candidat                                                       | Votes                                                          | %                                                              |
|                                                                | Démocrate                                                      | Dwight Evans (sortant)                                         | TBD                                                            | TBD                                                            |
| Total des votes                                                | Total des votes                                                | Total des votes                                                | TBD                                                            | 100 %                                                          |
|                                                                |                                                                |                                                                |                                                                |                                                                |